# Alluaudomyia meridiana
Alluaudomyia meridiana är en tvåvingeart som beskrevs av Clastrier 1978. Alluaudomyia meridiana ingår i släktet Alluaudomyia och familjen svidknott.
Artens utbredningsområde är Frankrike. Inga underarter finns listade i Catalogue of Life.